# Little Bighorn
La Little Bighorn ou Little Big Horn (c'est-à-dire Petite Rivière du Mouflon) est un cours d'eau de 222 km de long et affluent de la Bighorn (lui-même affluent de la Yellowstone) dans les États américains du Wyoming et du Montana. Elle donne son nom à la bataille de Little Bighorn qui s'est déroulée sur ses rives en 1876. 